# 全國語文競賽
全國語文競賽，原為中華民國教育部推展國語於台灣所舉行之競賽，前身為「臺灣區國語文競賽」，隨台灣本土化運動風潮，競賽類別逐漸加入閩南語、客家語及原住民族語演講比賽，而改稱為「語文競賽」。
戰後國民政府在台灣推展國語教育，「國語文競賽」即屬國語運動一環，備受重視。近年來，國語早已成為社會共同語言，而母語、英語教育逐漸興起，語文競賽遂逐漸失去以往推展國語的功能；但在大學推薦甄試的加分意義，以及國語文教育精緻化的背景下，國語文競賽的重要性仍然存在。有部分教育人士認為本國語文不僅是學習外語(特別在翻譯教學)的基礎，資訊化時代的手動寫作能力欠佳(例如火星文現象、作文欠通順、錯別字泛濫)，外有大陸簡化字混淆傳統漢字的正確使用，皆使一度式微的國語文競賽有重受重視的跡象。此外，少子化的教職難保，中小學以競賽成績爭取家長認同以求生存，也是間接使國語文競賽競爭再度激烈化的原因。

## 沿革
- 1946年10月31日，臺灣省行政長官公署為推行國語，舉辦「臺灣省第一屆全省國語演說競賽會」，是為今日全國語文競賽最初雛形，而後逐年增擴比賽項目。
- 1947年12月14日，舉辦「全省第二屆國語朗讀演說競賽會」；
- 1949年，改稱為「第三屆國語演講競賽會」，直至1964年共舉辦18屆競賽。

### 國語文競賽時期
- 1965年，擴大為國語文競賽大會，稱為「臺灣省第一屆國語文競賽大會」，續辦至1977年。
- 1978年，為紀念推行國語注音符號六十週年，擴大競賽規模，至此改稱「某某年台灣省國語文競賽大會」。
- 1981年，比照台灣區運動會慣例，稱為「某某年臺灣區國語文競賽大會」。
- 1998年，加入各種本土語言項目，避免所謂獨尊國語爭議，遂改名為「臺灣區語文競賽大會」。
- 1999年、2000年，台灣曾舉辦兩屆「全國鄉土語文競賽」，相繼由新竹縣、台南縣承辦，比賽語言包含閩南語、客家語、台灣原住民族語，競賽類別則有演說、朗讀、字音字形、詩詞吟唱等項目。後因經費不足，又以全國語文競賽已納入各族群鄉土語言，故停辦該項比賽。

### 全國語文競賽時期
- 2000年，逕稱為「全國語文競賽」。
- 2007年，增設閩南語朗讀、客家語朗讀競賽。
- 2008年，國語字音字形項目開始增設社會組競賽。
- 2010年，將原小學教師組及中學教師組合併為教師組。本屆大會首次將全國閩客語字音字形競賽（11月20日決賽日）與全國原住民族語演說競賽（11月28日決賽日）頒獎典禮於全國語文競賽開幕典禮（12月5日下午）一併舉行。
- 2011年，刪除優勝選手獎勵金，優勝人員僅頒發獎座及獎狀。並將寫字組比賽時間由40分鐘延長至50分鐘。教師組確定合併，不分為國小教師組及中學教師組。
- 2018年，開始取消開幕典禮與精神總錦標獎項，賽程由以往的舉辦3天改為舉辦2天。
- 2019年，開始取消名次記名，並以等第區分，整體分數前25%為特優，中間50%為優等，後25%為甲等，平均分數低於70分則不記名次，僅給予參賽證明。
- 2019年，開始取消大專學生組，不少大學生湧入社會組參賽。
- 2020年，開始試辦本土語文情境式演說，並於2021年開始全面實施。
- 2021年，開始辦理「110年全國大專校院學生本國語文競賽」，競賽時具大專校院之在學學生身分者(不含進修學士班學生、學士後專班學生、研究生)，可同時報名該項競賽及全國語文競賽社會組項目。
- 2021年，開始取消閉幕及頒獎典禮，獎座於比賽結束後2個月內由承辦單位寄送至各競賽單位轉發得獎者，再由各縣市自行辦理頒獎事宜。

目前，台灣社會及各級學校，仍多習稱「全國語文競賽」為「國語文競賽」。民間團體中華民國國語文研究協會為推展國語文教育，亦設有「中華民國國語文競賽」，參與對象為國小學生，競賽內容則包含注音符號、造詞、造句、部首、成語、改錯、標點符號等，與官方舉辦之「全國語文競賽」為不同競賽。

## 參賽方式
台灣省時代競賽階段分為區賽、縣（市）賽及省賽三階段，爾後隨時代變遷而逐步改變。
- 競賽階段：各競賽單位應參考本要點相關規定，依下列方式先行辦理初賽、複賽，產生各組項代表參加全國決賽;個競賽單位辦理初賽、複賽應組織評判委員會，負責評選事宜。
  - 初賽：辦理學生組初賽時，直轄市得以區為競賽單位；縣（市）得以鄉（鎮、市、區）為競賽單位辦理，但澎湖縣、金門縣、連江縣，得視實務狀況辦理或不辦理。
  - 複賽：以直轄市、縣（市）為競賽單位。

- 決賽組別及對象：
  - 國小學生組：就讀公私立國小且未滿十五歲之學生或相當於國小階段之高級中等以下教育階段非學校型態實驗教育學生。
  - 國中學生組：就讀公私立國中、高中附設國中部、國中補校且未滿十八歲之學生或相當於國中階段之高級中等以下教育階段非學校型態實驗教育學生。
  - 高中學生組：就讀公私立高級中等學校日、夜間部與進修學校且未滿二十歲，及五專前三年之學生、相當於高中階段之高級中等以下教育階段非學校型態實驗教育學生，無學籍者應由直轄市、縣（市）主管機關發給學生身分證明。
  - 教師組：公私立高級中等以下學校、海外臺灣學校、大陸地區臺商學校及幼兒園之編制內專任合格有給職教師。
  - 社會組：除前四目所定各組之身分外，各界人士均得參加。

- 競賽員資格及限制：
  - 學生、教師以其就讀學校或服務學校之所在地為依據，報名參加就讀學校或服務學校之所在地之直轄市、縣（市）初賽。
  - 海外臺灣學校、大陸地區臺商學校學生、教師以戶籍為依據，報名參加戶籍所在地之直轄市、縣（市）初賽。
  - 社會組以戶籍所在地（至○年○月○日前須設籍六個月以上）、服務機關所在地（需服務單位出具證明）或就讀學校所在地為依據，報名參加戶籍所在地、服務機關所在地或就讀學校所在地之直轄市、縣（市）競賽。
  - 凡曾獲得本競賽決賽該語言該組該項第一名或於競賽年度近五年內二度獲得第二名至第六名者，不得再參加該語言該組該項之競賽；自一百零八年起曾獲特優者，不得再參加該語言該組該項之競賽。
  - 各競賽員每年每人以參加一項為限，且不得跨語言、跨組報名。
  - 各競賽員不得擔任各語言各項各組決賽評判，違者取消競賽資格。

## 競賽項目
早期在台灣省時代，競賽項目分為演說、朗讀、作文、書法、閱讀測驗等五項。後來則分為動態類與靜態類，動態類有演說、朗讀、本土語言情境式演說，靜態類有作文、書法、字音字形。
競賽項目：
- 演說：
  - 國語（各組均參加）。
  - 臺灣台語（社會組、教師組）。
  - 臺灣客語（社會組、教師組，惟客家人數未達七萬人之縣市，其未參加之組項不計列團體成績，仍報名參加者，另予加分）。
  - 臺灣原住民族語言（分21種語別：阿美族語、泰雅族語、汶水泰雅語、萬大泰雅語、排灣族語、布農族語、卑南族語、魯凱族語、多納魯凱語、茂林魯凱語、萬山魯凱語、鄒族語、賽夏族語、雅美族語、邵族語、噶瑪蘭族語、太魯閣族語、撒奇萊雅族語、賽德克族語、拉阿魯哇族語、卡那卡那富族語，每語別分社會組、教師組）。
- 朗讀：
  - 國語（各組均參加）。
  - 臺灣台語（各組均參加）。
  - 臺灣客語（各組均參加，惟客家人數未達7萬人之縣市，其未參加之組項不計列團體成績，仍報名參加者，另予加分）
  - 臺灣原住民族語言（分21種語別：阿美族語、泰雅族語、汶水泰雅語、萬大泰雅語、排灣族語、布農族語、卑南族語、魯凱族語、多納魯凱語、茂林魯凱語、萬山魯凱語、鄒族語、賽夏族語、雅美族語、邵族語、噶瑪蘭族語、太魯閣族語、撒奇萊雅族語、賽德克族語、拉阿魯哇族語、卡那卡那富族語，每語別分國小組、國中組、高中組）。
- 作文（各組均參加）。
- 寫字（各組均參加）。
- 字音字形
  - 國語（各組均參加）。
  - 臺灣台語（各組均參加）。
  - 臺灣客語（各組均參加）。
- 情境式演說：
  - 臺灣台語（國小組、國中組、高中組）。
  - 臺灣客語（國小組、國中組、高中組，惟客家人數未達七萬人之縣市，其未參加之組項不計列團體成績，仍報名參加者，另予加分）。
  - 臺灣原住民族語言（分21種語別：阿美族語、泰雅族語、汶水泰雅語、萬大泰雅語、排灣族語、布農族語、卑南族語、魯凱族語、多納魯凱語、茂林魯凱語、萬山魯凱語、鄒族語、賽夏族語、雅美族語、邵族語、噶瑪蘭族語、太魯閣族語、撒奇萊雅族語、賽德克族語、拉阿魯哇族語、卡那卡那富族語，每族分國小組、國中組、高中組）。

### 演說
分為國語、臺灣台語、臺灣客語、臺灣原住民族語言，因本土語言教育尚處鼓勵推展階段，逕行採用即席演說有其困難，故本土語言演說國小學生、國中學生、高中學生組採用情境式演說，其餘則採即席演講。國語演說採即席演說，有三十分鐘的準備時間。競賽規則簡略說明如下：
- 聞呼號（開始計時）後應即登臺演講，如超過一分鐘不上臺者，即以棄權論。
- 演說題目與所抽題目不符者，視同表演，不予計分。
- 演說時間：

1. 國小學生組、國中學生組，每人限4至5分鐘。
2. 高中學生組、社會組、臺灣原住民族語言教師組，每人限5至6分鐘。
3. 教師組（臺灣原住民族語言除外），每人限7至8分鐘。

- 演說時間不足或超過，每半分鐘由監場人員負責扣均一標準分數一分，不足半分鐘以半分鐘計算。

### 朗讀
分為國語、臺灣台語、臺灣客語、臺灣原住民族語言
- 朗讀時間：各組每人均限4分鐘。
- 選文：
  - 國語
    - 高中學生組朗讀文言文散文。(會事先公布篇目，當場抽題)
    - 社會組、教師組、國中學生組、國小學生組白話文散文。(不事先公布篇目，當場抽題)

  - 臺灣台語

由主辦單位(自民國100年起完全轉移自教育部主辦)每年擇定朗讀選文。(預先公佈選文，當場抽題)
- -     - 國小學生組：8篇
    - 國中學生組：8篇
    - 高中學生組：10篇
    - 教師組
    - 社會組

  - 臺灣客語
    - 國小學生組：8篇
    - 國中學生組：8篇
    - 高中學生組：10篇
    - 教師組
    - 社會組

  - 臺灣原住民族語言
    - 國小學生組：8篇
    - 國中學生組：8篇
    - 高中學生組：8篇

由主辦單位(自民國100年起完全轉移自教育部主辦)每年擇定朗讀選文，預先公佈選文，當場抽題。
- 讀音
  - 國語朗讀讀音原則依一字多音審定表為主。惟文言文於朗讀時可讀讀音，近年來在實務比賽及評審中，文言文朗讀也有改讀語音的趨勢。

### 作文
採命題作文形式，當場公佈題目，各組均限時90分鐘。

### 寫字
亦即書法比賽，然限定採用楷書正體書寫。各組均限50分鐘。

### 字音字形
分為國語字音字形、臺灣台語字音字形、臺灣客語字音字形。國語字音字形各組比賽皆為字音一百題，字形一百題，各組均限時十分鐘，限用藍筆或黑筆作答，若競賽員違規將以零分計或不予計分。字形須依教育部頒布之「國字標準字體楷書母稿」作答，字音則採用注音符號，標準寫法以教育部頒定之「國語注音符號手冊」為準，而讀音統一以目前尚須依照教育部國語推行委員會審訂之「一字多音審訂表」為準答題（民國88年3月審定版）。原本此一項目無社會組，2008年已納入，咸認為這是受到中國大陸簡體字強勢影響作出的反制因應措施。
- 違規之定義：

(1) 使用紅筆、鉛筆、擦擦筆作答，整份試題以0分計。

(2) 若某題已作答後，如經由塗改或畫掉且重新謄寫另一個答案，即使重新作答正確，該題亦不予計分。

- 評判難定：
  - 若比賽結果產生兩名或兩名以上選手同分，以字體較為工整、美觀者為優勝者。

## 歷屆承辦縣市
全國語文競賽已於2011年起改由教育部主辦，各直轄市、準直轄市、縣市輪流承辦。
- 縣市承辦方式(自民國100年起實施)
  - 民國偶數年由各直轄市依高雄市、台中市、新北市、台南市、台北市、桃園市順序辦理。
  - 民國奇數年則依彰化縣、雲林縣、苗栗縣、嘉義縣、南投縣、新竹市、花蓮縣、基隆市、宜蘭縣、台東縣、新竹縣、屏東縣、嘉義市順序辦理。

- 民國88年：宜蘭縣12月16日~12月17日
- 民國89年：高雄市12月7日~12月8日
- 民國90年：台東縣12月6日~12月7日
- 民國91年：台北市
- 民國92年：新竹縣
- 民國93年：屏東縣
- 民國94年：嘉義市11月23日~11月25日
- 民國95年：高雄市12月13日~12月15日
- 民國96年：台中市12月10日~12月12日
- 民國97年：台北縣12月1日~12月3日
- 民國98年：台北市12月7日~12月9日
- 民國99年：桃園縣12月5日~12月7日
- 民國100年：高雄市11月27日~11月29日
- 民國101年：彰化縣11月24日~11月26日
- 民國102年：台中市11月30日~12月2日
- 民國103年：雲林縣12月13日~12月15日
- 民國104年：新北市11月28日~11月30日
- 民國105年：苗栗縣11月26日~11月28日
- 民國106年：台南市11月25日~11月27日
- 民國107年：嘉義縣12月1日~12月2日
- 民國108年：台北市11月23日~11月24日
- 民國109年：南投縣11月28日~11月30日
- 民國110年：桃園市12月25日~12月26日
- 民國111年：新竹市12月3日~12月5日
- 民國112年：高雄市11月25日~11月26日
- 民國113年：花蓮縣11月23日~11月24日
- 民國114年：台中市11月22日~11月23日
- 民國115年：基隆市
- 民國116年：新北市
- 民國117年：宜蘭縣
- 民國118年：台南市
- 民國119年：台東縣
- 民國120年：台北市
- 民國121年：新竹縣
- 民國122年：桃園市
- 民國123年：屏東縣
- 民國124年：高雄市
- 民國125年：嘉義市
- 民國126年：台中市
- 民國127年：彰化縣
- 民國128年：新北市
- 民國129年：雲林縣
- 民國130年：台南市
- 民國131年：苗栗縣
- 民國132年：台北市
- 民國133年：嘉義縣
- 民國134年：桃園市
- 民國135年：南投縣
- 民國136年：高雄市

## 爭議

### 2017年臺中市政府教育局爭議事件
2017年臺中市政府教育局違反中華民國106年全國語文競賽實施要點之「直轄市應分二區域辦理複賽」規定，同一間學校學生同時分配到南、北兩區參賽並得獎，最後有8位台中選手遭取消得獎資格。經臺中市申訴評議後，選手得獎資格已恢復，基於過失不出於學生自身。而臺中市南區由甲組第一名，降為第二名，改由新北市南區取而代之。。

### 腳註
1. ↑  .   [2022-07-22]. （原始内容存档于2022-07-01）.
2. ↑  .   [2022-07-22]. （原始内容存档于2022-06-22）.
3. ↑  .   [2017-12-19]. （原始内容存档于2017-12-22）.
4. ↑  .   [2017-11-30]. （原始内容存档于2017-11-30）.

### 文獻
- 臺灣省政府文教組中華民國全國語文競賽
- 中華民國102年全國語文競賽（页面存档备份，存于）